# Idaea plebeia
Idaea plebeia là một loài bướm đêm trong họ Geometridae.